# Square Louvois
Le square Louvois est un square du 2e arrondissement de Paris, dans le quartier Vivienne.
Ses allées sont nommées allée Éveline-Garnier et allée Andrée-Jacob.

## Situation et accès

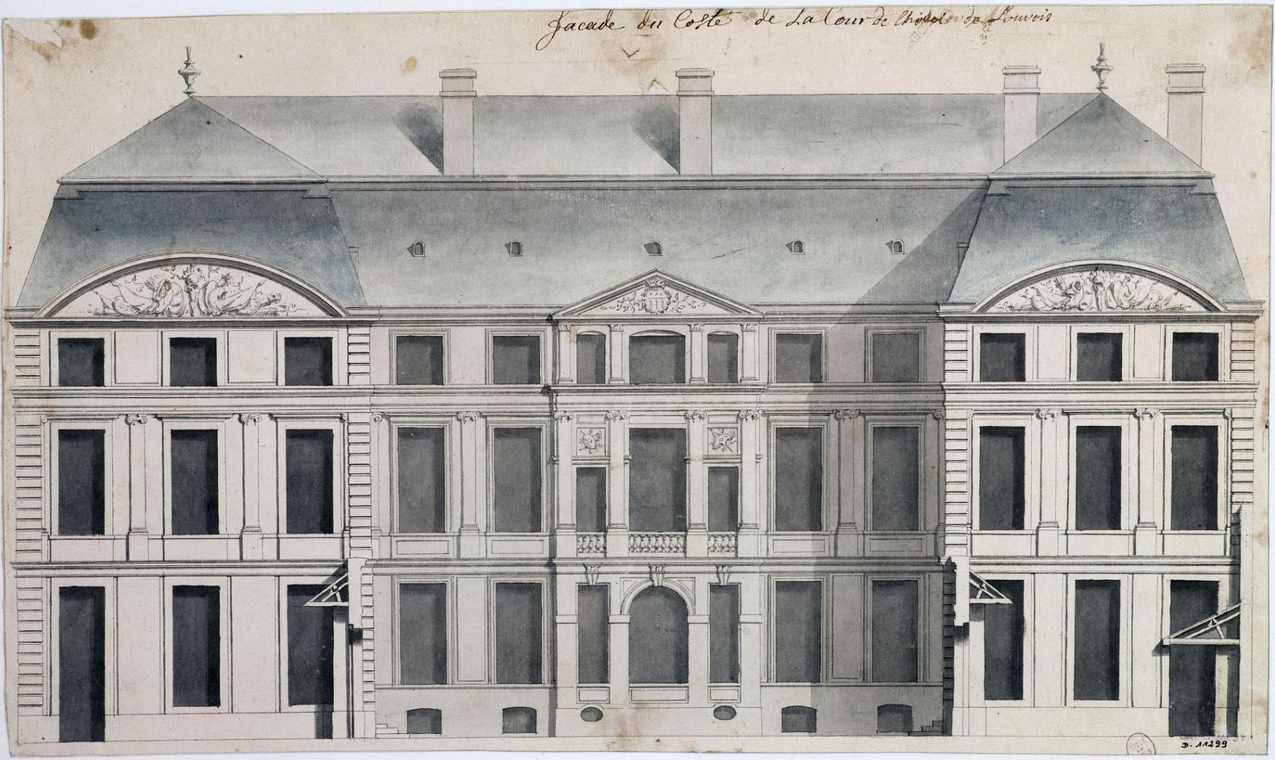
Façade de l'ancien hôtel de Louvois, vers 1718-1736 (dessin : Jean-Michel Chevotet).

Le square est encadré par quatre voies :
- au nord : la rue de Louvois ;
- à l'est : la rue de Richelieu ; en face, se trouve le quadrilatère Richelieu, site de la Bibliothèque nationale de France ;
- au sud : la rue Rameau ;
- à l'ouest : la rue Lulli.

Ce site est desservi par la ligne 3 aux stations de métro Quatre-Septembre et Bourse.

## Origine du nom
Le square doit son nom à l'ancien hôtel du marquis de Louvois (1641-1691) et à ses dépendances (ailes et jardins).
Il ne faut pas confondre ce bâtiment, aujourd'hui disparu, avec l'Hôtel Louvois, un ancien palace situé au même endroit et dont on perçoit encore la façade.

## Historique

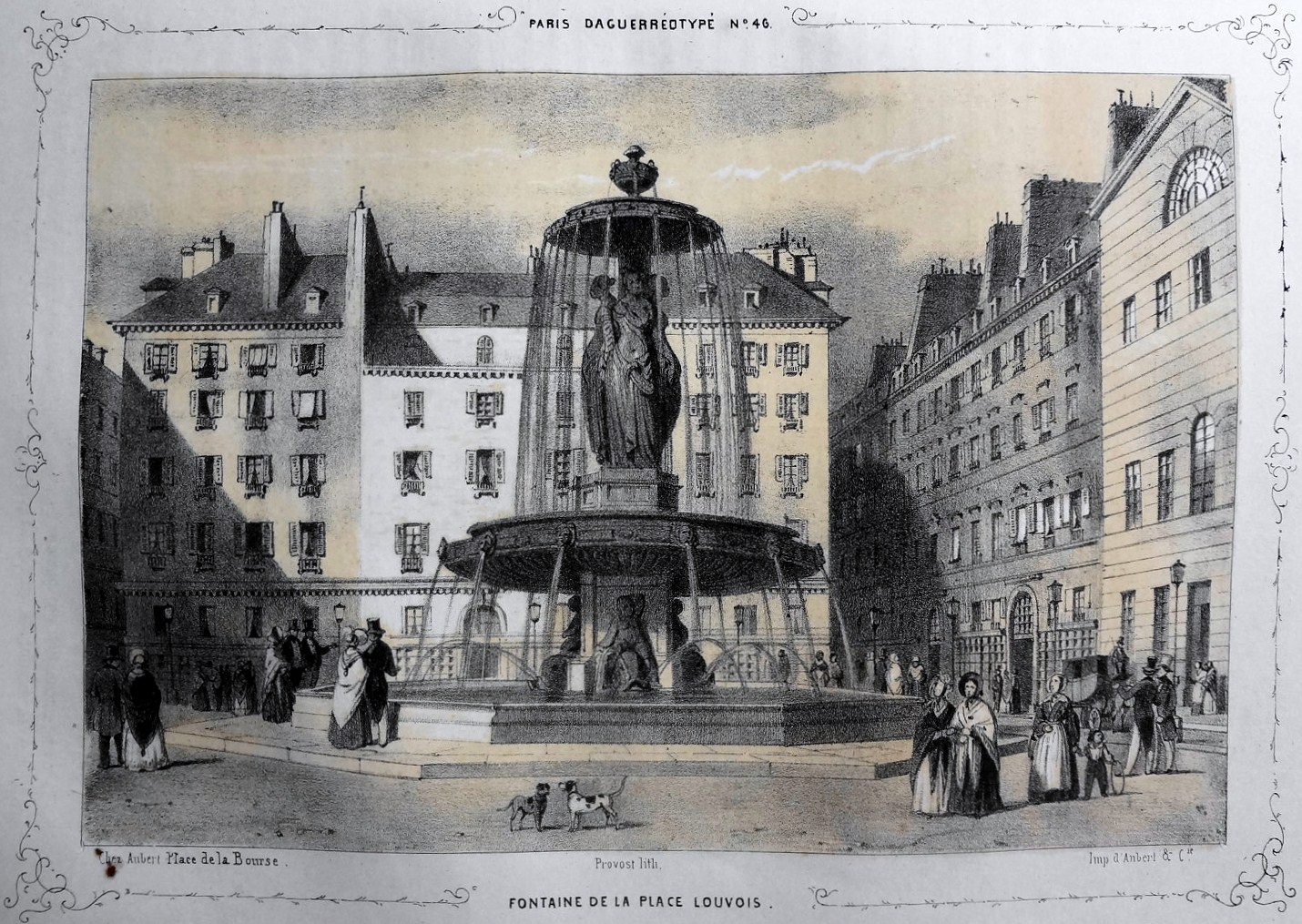
La fontaine juste après son érection.

Le square occupe l'emplacement de l'opéra de la rue de Richelieu, qui fut l'opéra de Paris de 1794 à 1820. En 1820, le duc de Berry fut assassiné à la sortie de l'opéra. Neveu du roi Louis XVIII et second fils du comte d'Artois, futur Charles X, il était la seule personne qui pouvait encore donner un héritier à la famille royale. Son épouse Caroline de Bourbon-Siciles donna néanmoins naissance à Henri d'Artois sept mois plus tard.
L'opéra fut rasé en vue de construire à la place une chapelle. Le projet fut abandonné après la révolution de 1830. En 1839 y est créée la « place Richelieu ».
En 1844, l'architecte français Louis Visconti réalisa la fontaine Louvois à la demande de Louis-Philippe.
La place fit l'objet de travaux sous Napoléon III : l'architecte Gabriel Davioud en fit un square ; et l'ingénieur Adolphe Alphand aménagea plusieurs espaces verts. Le square, qui s'étend sur 1 925 m2, fut inauguré le 15 août 1859, à l'occasion de la fête de Napoléon III, en même temps que le pont de Solférino (là où se trouve l'actuelle passerelle Léopold-Sédar-Senghor).
Ses allées sont nommées en mémoire du couple de résistantes Andrée Jacob et Éveline Garnier, inaugurées à l'occasion du 75e anniversaire de la Libération de Paris en août 2019.

## Bâtiments remarquables et lieux de mémoire
Au centre du square se trouve la fontaine Louvois composée de sculptures allégoriques qui représentent quatre grands fleuves et rivières français : la Seine, la Garonne, la Loire, et la Saône.
Avec le square Jacques-Bidault, c'est l'un des deux seuls squares du 2e arrondissement de Paris qui compte la plus petite superficie d'espaces verts.
Dans l'enceinte du square a été dressée une plaque de verre commémorative qui rappelle le souvenir de dix enfants en bas âge du 2e arrondissement arrêtés par la police du gouvernement de Vichy complice de l'occupant nazi et envoyés à la mort. Parmi eux, trois enfants d'une même famille,.